# Chuck Close
Charles Thomas Close (5. srpnja 1940. - 19. kolovoza 2021.) bio je američki slikar i fotograf. Bio je poznat po svojim masivnim fotorealističnim i apstraktnim portretima i autoportretima. Također je stvarao fotografske portrete koristeći se kamerom velikog formata.
Imao je prozopagnoziju, iznimno rijetku bolest koja se očituje u poteškoći pamćenja lica. Ova ga je bolest podsvjesno potaknula na slikanje ogromnih portreta.

## Životopis

### Djetinjstvo
Chuck Close je bio rođen u Monroeu u Washingtonu kao sin Mildred, učiteljice klavira, i Leslieja Closea, vodoinstalatera i limarskog radnika koji je umro kada je Chuck imao 11 godina. Mildred, ostavljena sama da ga odgaja, podržavala je njegove umjetničke interese. Kasnije je dijagnosticirana s rakom dojke. Chuck je imao tešku disleksiju, što je dovelo do poteškoća u srednjoj školi, ali je procvjetao tijekom večernjih satova umjetnosti na Everett Junior Collegeu.

### Studij i New York
Godine 1960. otišao je na Sveučilište u Washingtonu kako bi studirao umjetnost, te je magistrirao na Yaleu. Nakon Yael, upisuje drugi studij na Akademie der Bildenden Künste u Beču 1964. Uz Fulbrightovu stipendiju, Close se sljedeće godine vratio u SAD. Predavao je na Sveučilištu Massachusetts Amherst, gdje je imao svoju prvu samostalnu izložbu, prije nego što se preselio u New York 1967. godine. U New Yorku je predavao u školi vizualnih umjetnosti, gdje je upoznao svoju prvu suprugu Leslie, jednu od njegovih učenica. Noći je provodio na nastupima i zabavama u umjetničkim studijima ili u Max's Kansas Cityju, noćnom lokalu na Park Avenue.

### Probijanje na scenu
Godine 1971. imao je svoju prvu veliku muzejsku izložbu u Muzeju umjetnosti okruga Los Angeles, uvodeći boju u svoje radove prvi put. Godine 1980. Walker Art Center u Minneapolisu priredio je Closeovu prvu retrospektivu, Close Portraits, koja je putovala od Muzeja umjetnosti St Louisa u Missouriju, do Muzeja suvremene umjetnosti u Chicagu, do Whitney muzeja u New Yorku, gdje je retrospektiva zatvorena. Tijekom tog je razdoblja eksperimentirao sa svojim načinom slikanja. 1988. doživio je napadaj zbog kojeg je ostao paraliziran. Ovaj je događaj značio prekretnicu u njegovu životu. Nakon oporavka mijenja svoj način slikanja. Još jedna retrospektiva otvorena je u MoMA-i, New York, 1998. Prelazila je po SAD-u i završila u galeriji Hayward u Londonu, sljedeće godine.
Close i Leslie razveli su se 2011., a on se oženio umjetnicom Siennom Shields 2013. Dvoje su se razdvojili dvije godine kasnije.

### Kontroverze i smrt
2017. godine, Closea je nekoliko žena optužilo za verbalno seksualno zlostavljanje u različitim periodima između 2005. i 2013. Izjavile su kako ih je pozvao u svoj studio da poziraju, prije nego što ih je zamolio da se skinu za portret i davao vulgarne komentare. Nakon što je prvo zanijekao optužbe, Close se ispričao. Ipak, kontroverza je privela kraju njegovu izlagačku karijeru.
Close je 2013. godine dobio dijagnozu Alzheimerove bolesti, dvije godine kasnije izmijenjene na frontotemporalnu demenciju.
Nakon Closeove smrti 2021., njegov neurolog, Thomas M. Wisniewski, rekao je da se Closeovo neprikladno seksualno ponašanje može pripisati njegovoj dijagnozi frontotemporalne demencije. Wisniewski je rekao da je Close "bio vrlo dezinhibiran i radio je neprikladne stvari, koje su bile posljedica njegovog zdravstvenog stanja", te da ova vrsta demencije "uništava onaj dio mozga koji upravlja ponašanjem i inhibira osnovne instinkte", dodajući da su "seksualna neprikladnost i katastrofalne financijske odluke uobičajeni simptomi."

## Stvaralaštvo
Umjetnost Chucka Closea se očituje u masovnim fotorealističnim portretima i autoportretima. Međutim, sebe nije smatrao umjetnikom fotorealizma, već "apstraktnim ekspresionistom trećeg vala". U jednom intervjuu, Close je opisao rani susret sa slikom Jacksona Pollocka: 
"Prvi put sam s majkom otišao u Muzej umjetnosti u Seattleu kada sam imao 14 godina. Vidio sam jednu prskanu sliku Jacksona Pollocka s aluminijskom bojom, katranom, šljunkom i svim tim stvarima. Bio sam apsolutno bijesan, uznemiren. To je bilo toliko udaljeno od onoga što sam mislio da je umjetnost. Međutim, unutar dva ili tri dana, kapao sam boju po svojim starim slikama. Na neki način od tada jurim za tim iskustvom."
Close je rekao da je imao prozopagnoziju, također poznatu kao sljepoću lica, zbog koje je imao poteškoća u prepoznavanju novih lica. Slikajući portrete, bolje je prepoznavao i pamtio lica. Što se toga tiče, Close je rekao: "Nisam bio svjestan odluke da slikam portrete jer imam poteškoća s prepoznavanjem lica. To mi je palo na pamet dvadeset godina nakon činjenice kada sam pogledao zašto još uvijek slikam portrete, zašto mi je to još uvijek bilo hitno. Počeo sam shvaćati da me to tako dugo drži jer imam poteškoća u prepoznavanju lica."
Neki od njegovih subjekata su osobno bili: Philip Glass, Lou Reed, Robert De Niro, Oprah Winfrey, Helen Mirren, Julia Roberts, Scarlett Johansson, Bill Clinton, Hillary Clinton i drugi.

### Način slikanja
Tijekom svoje karijere eksperimentirao je različitim tehnikama za slikanje svojih portreta. Koristio bi tintu, grafit, akvarel, masne bojice, slikanje prstima. U tehnikama printanja koristio je Mezzotintu, bakropis, linorez, sitotisak, papirni kolaž, Polaroid fotografije i sl. U početku je slikao samo crno-bijele slike, a početkom 70-ih upotrebljava boju. 
Prekretnica u njegovom načinu slikanja dogodila se 7. prosinca 1988., kada je Close doživio napadaj koji ga je ostavio paraliziranim od vrata do dna tijela. Uzrok je bio kolaps spinalne arterije. Kao dijete je, također, patio od neuromuskularnih problema. Tu je situaciju Close nazivao "Događaj (The Event)" jer je ona bila prekretnica u njegovom načinu slikanja. Kako su prolazili mjeseci dok nije mogao kretati mišiće, nakon blažeg oporavka, nastavio je slikati s kistom privezanim za zglob ruke. Asistent bi mu na platnu povukao linije i tako načinio pravocrtnu mrežu kvadratića koju bi Close ispunjavao bojama. Takve kompozicije su iz daljine pokazivale cjelovitu sliku, no u pikseliziranoj formi. Nakon "Događaja", Close se okreće takvom apstraktnom načinu slikanja. Nekolicina njegovih pikseliziranih portreta repliciraju obris lica kroz ukrasno staklo, u kojima je dijelio kompoziciju na mnoštvo sitnih šarenih kvadratića. Ipak, njegova apstrakcija je uvijek ostala u odrazu fotorealizma. 